# Szabó Gyula (építész)
Szabó Gyula, születési nevén Szabó Gyula Zoltán (Pest, 1866. november 4. – Budapest, Ferencváros, 1920. december 25.) magyar építész.

## Életrajza
Apja Szabó Gyula, jónevű ügyvéd, anyja Már Karolina, előkelő Pest vármegyei családból származott. Középiskolai tanulmányait a Kegyes-tanítórendiek Budapesti Főgimnáziumában végezte. A József Műegyetemen tanult. Építészeti tanulmányait 1892-ben fejezte be. Amint oklevelét megszerezte, Czigler Győző, az építésztanári kar legbefolyásosabb tagja hívta meg asszisztenséül. 1894 augusztusában a főváros szolgálatába lépett. A Fővárosi Mérnöki Hivatalban helyezkedett el, és egy neobarokk bérházat tervezett 1901-ben a Szent István körútra.
Elsősorban néhány bérház építése fűződik a nevéhez. Részt vett Bárczy István kislakás- és iskolaépítési programjában, ennek keretében 2 iskolát és egy nagyobb bérházat tervezett. Utóbbinak különlegességei egyes, a korszak építészetében nem gyakran elforduló állatfajok (pl. denevér, majom) stilizált szobrászati szerepeltetése.
Szerkesztőségi tagja volt Az építőművészet története című nagy műnek (amelynek végül csak 1 kötete jelent meg).
Felesége alsóviszokai Gerlóczy Gizella (1879–1924) volt, Gerlóczy Gyula és Göndöcs Ilona lánya.
A Fiumei úti sírkertben helyezték nyugalomra.

## Ismert épületei
- 1901: lakóház, Budapest, Szent István körút 7.[5][9]
- 1910–1911/1912:[6] székesfővárosi kislakásos bérház, Budapest, Angyalföldi út 36-38.[10][11]
- 1911 k.: Dugonics utcai elemi iskola (később: Dugonics utcai Általános Iskola), Budapest, Dugonics u. 17. (az épület szobrait Sződi Szilárd készítette)[12][13][14]
- 1911 k.: Halom utca leányiskola (ma: Kőbányai Szent László Általános Iskola), Budapest, Szent László tér 1.[15][16]

### Tervben maradt épületek
- 1905: Török-bankház, Budapest[17][18]

## Képtár

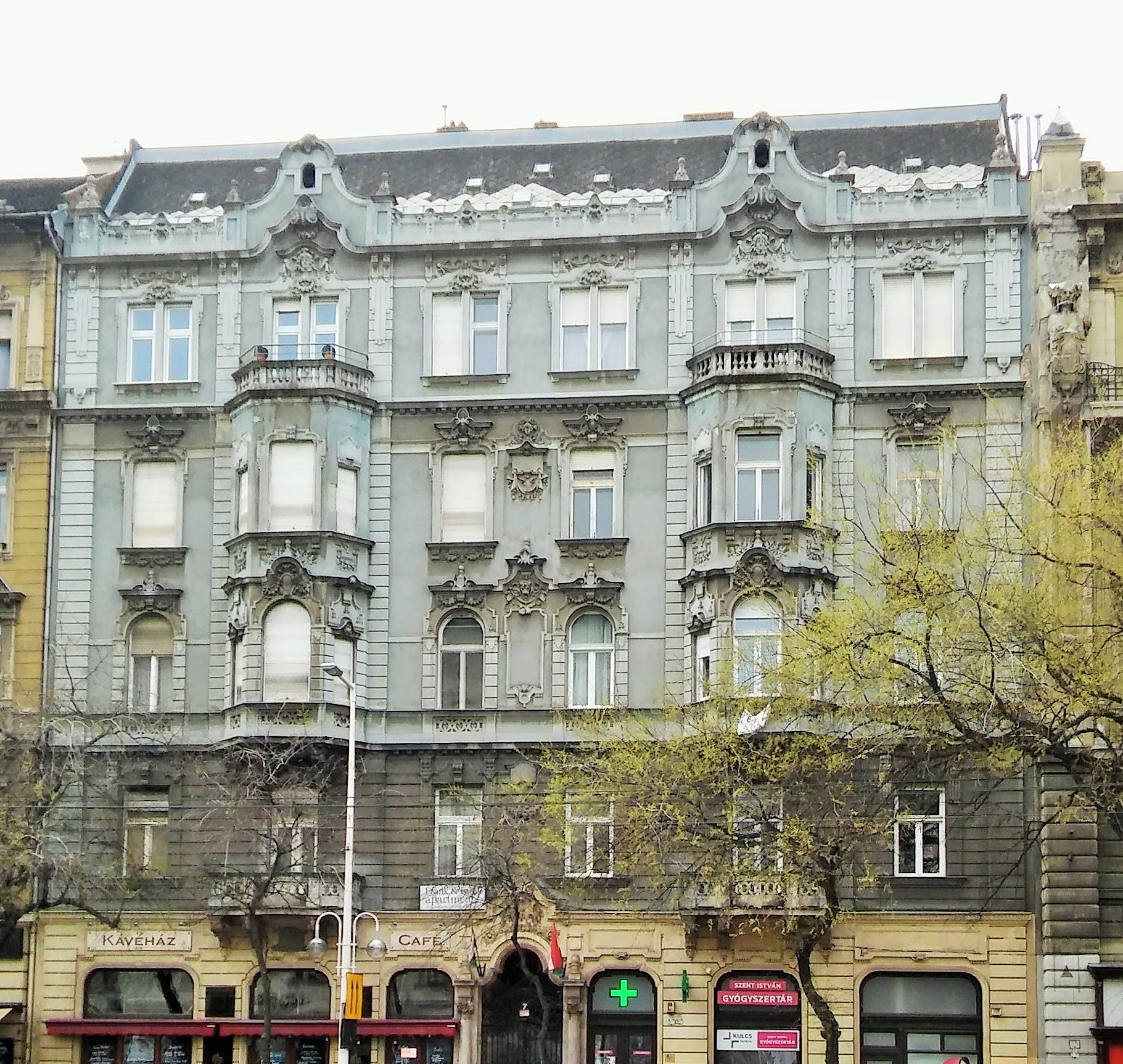
lakóház, Szent István körút 7.
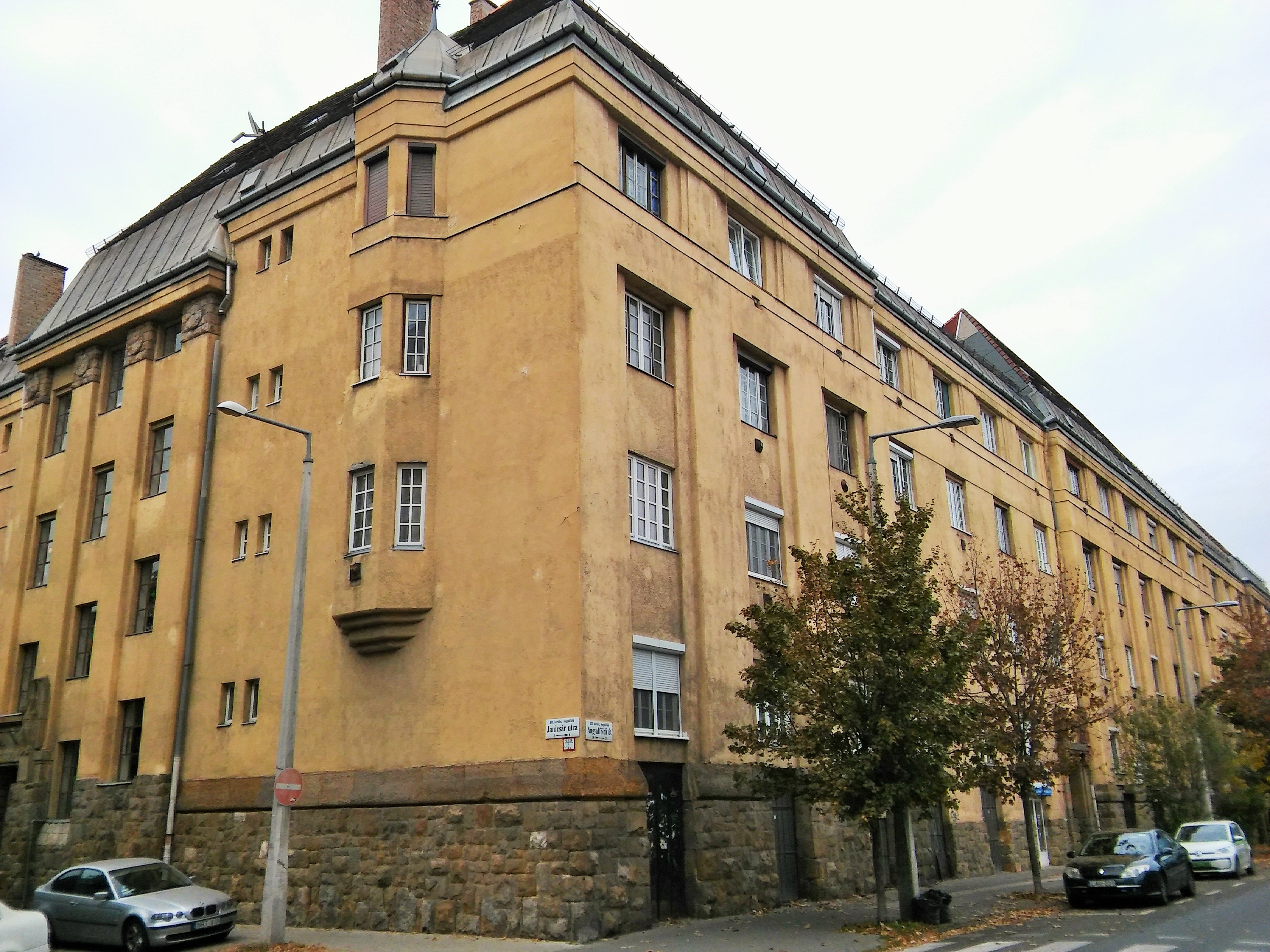
székesfővárosi kislakásos bérház
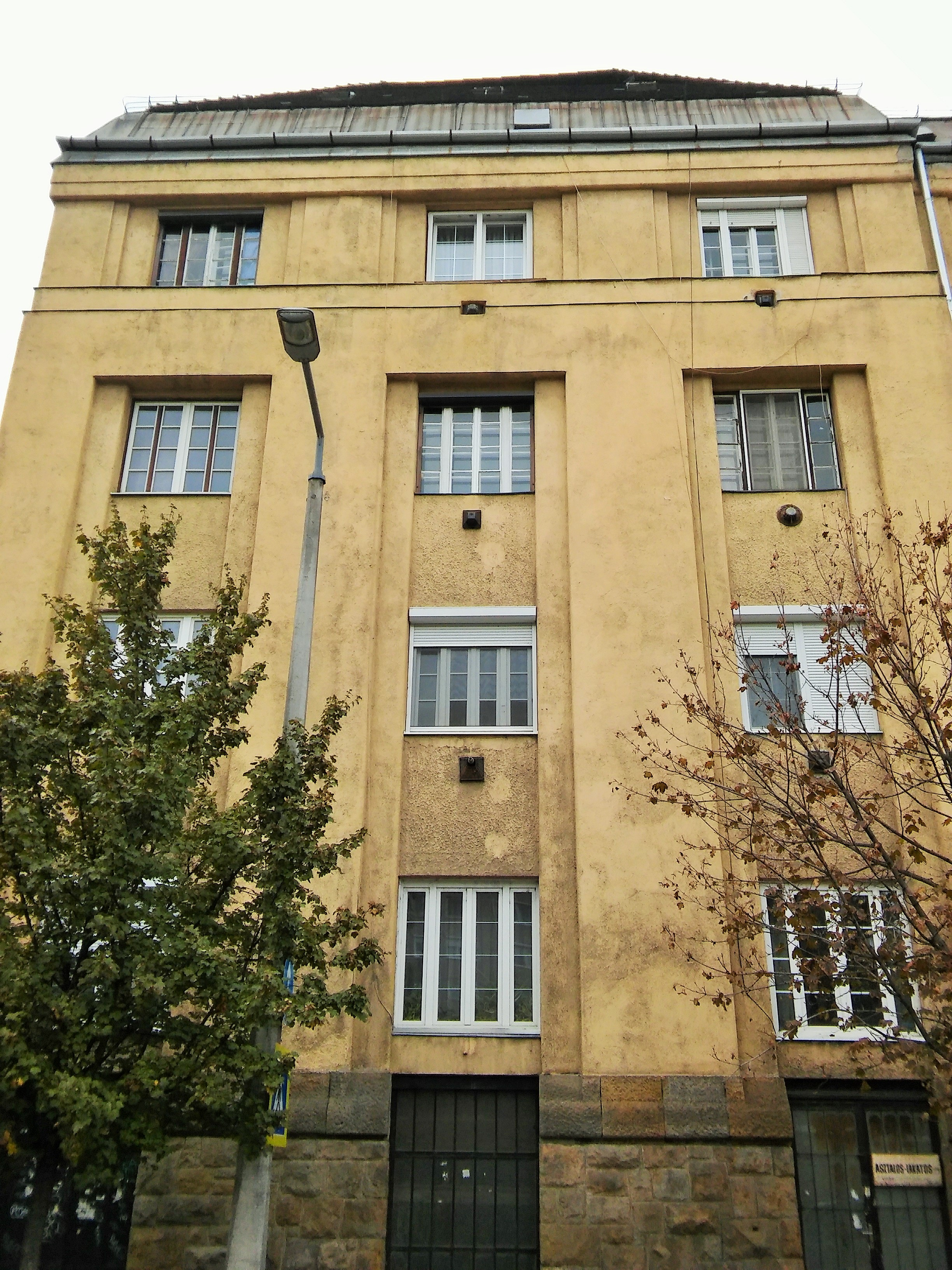
székesfővárosi kislakásos bérház
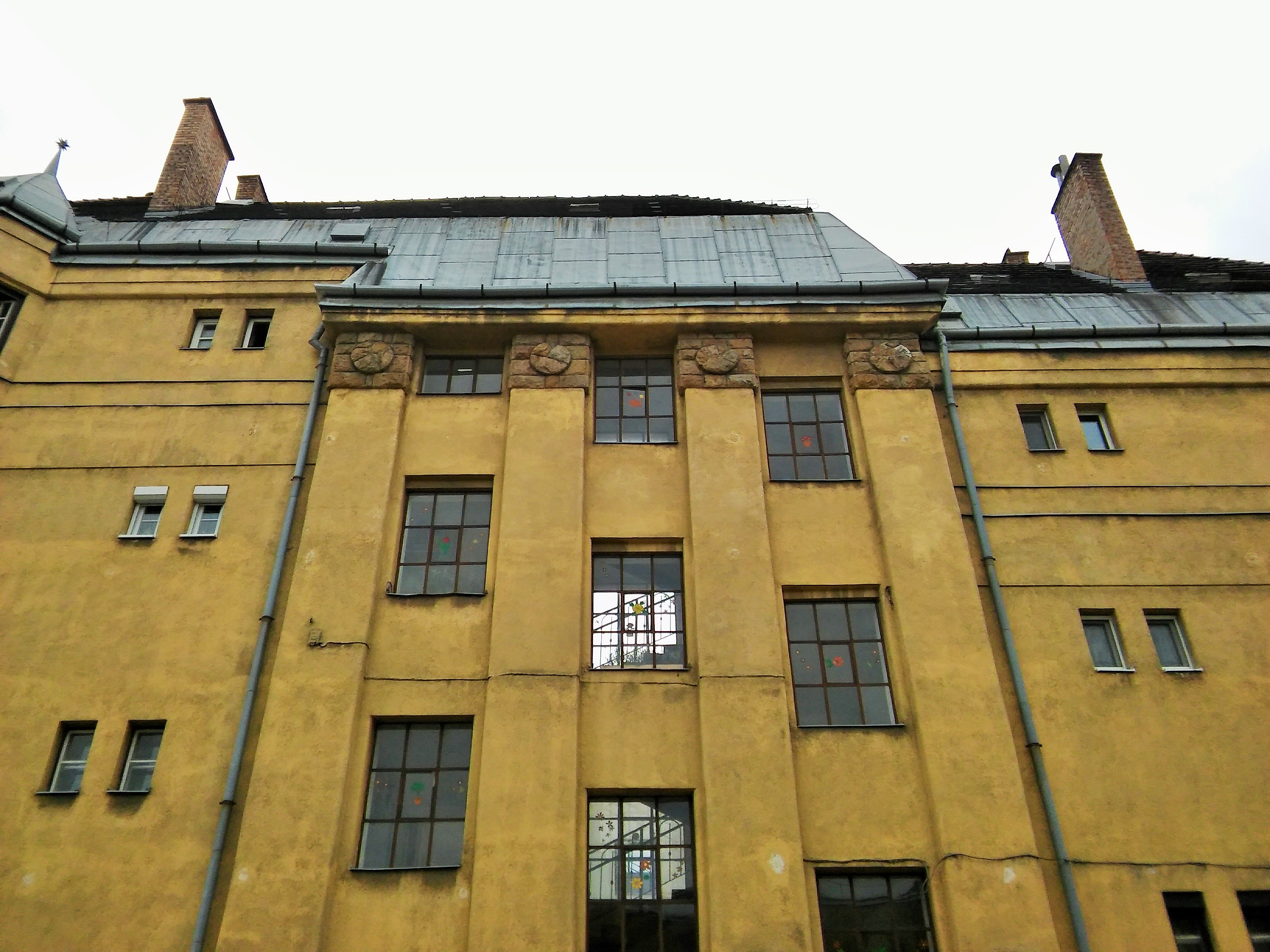
székesfővárosi kislakásos bérház
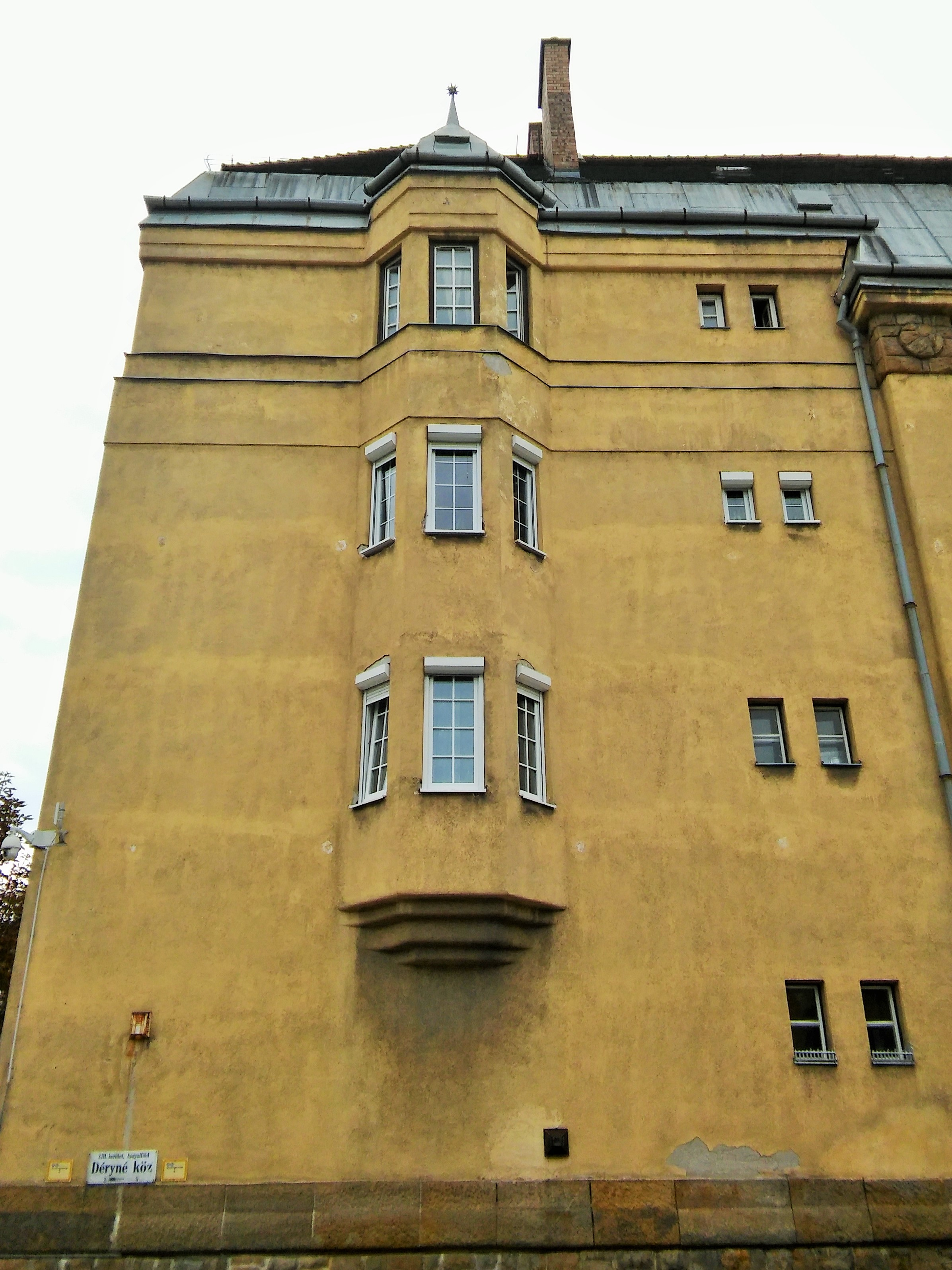
székesfővárosi kislakásos bérház
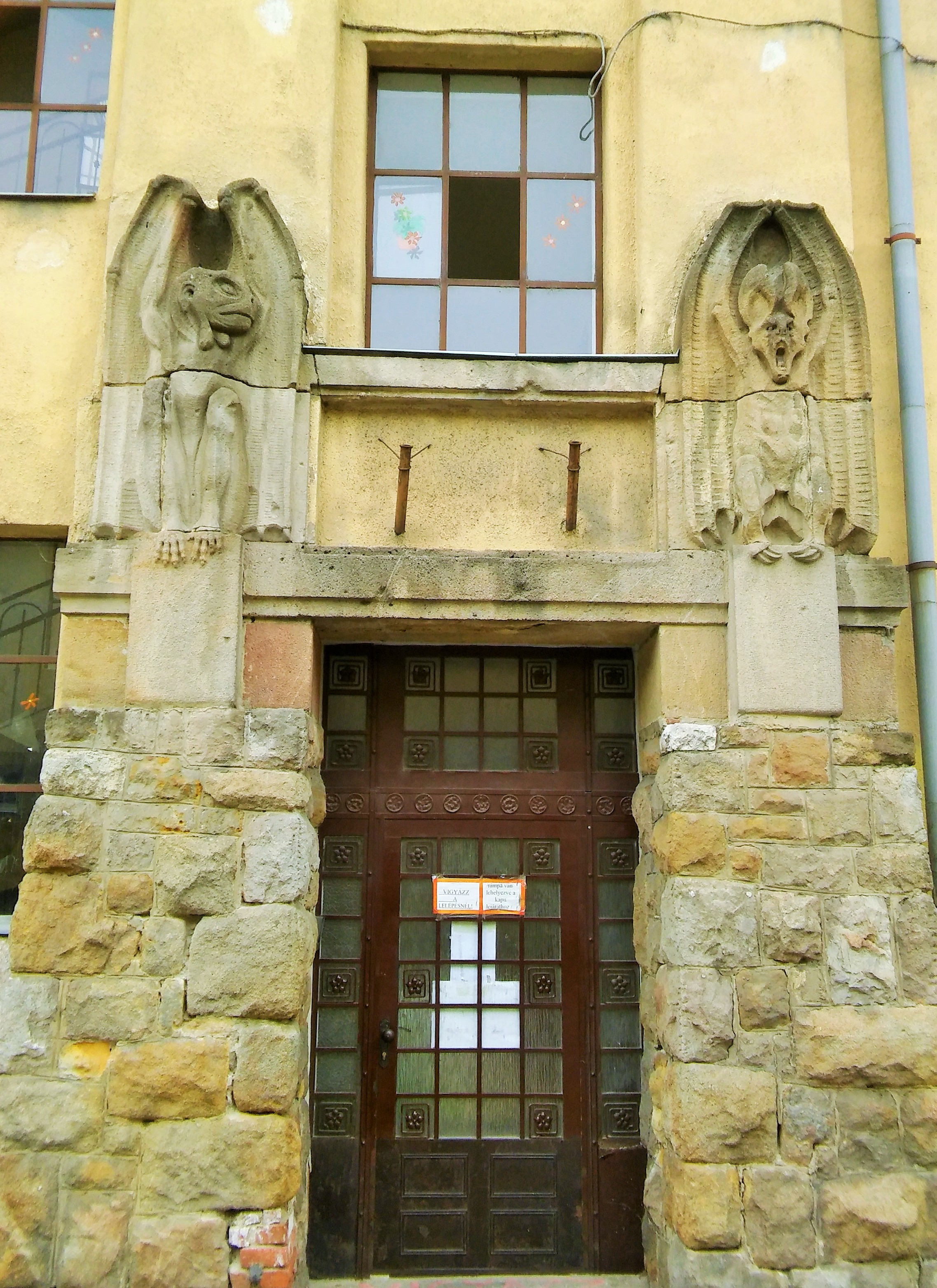
székesfővárosi kislakásos bérház
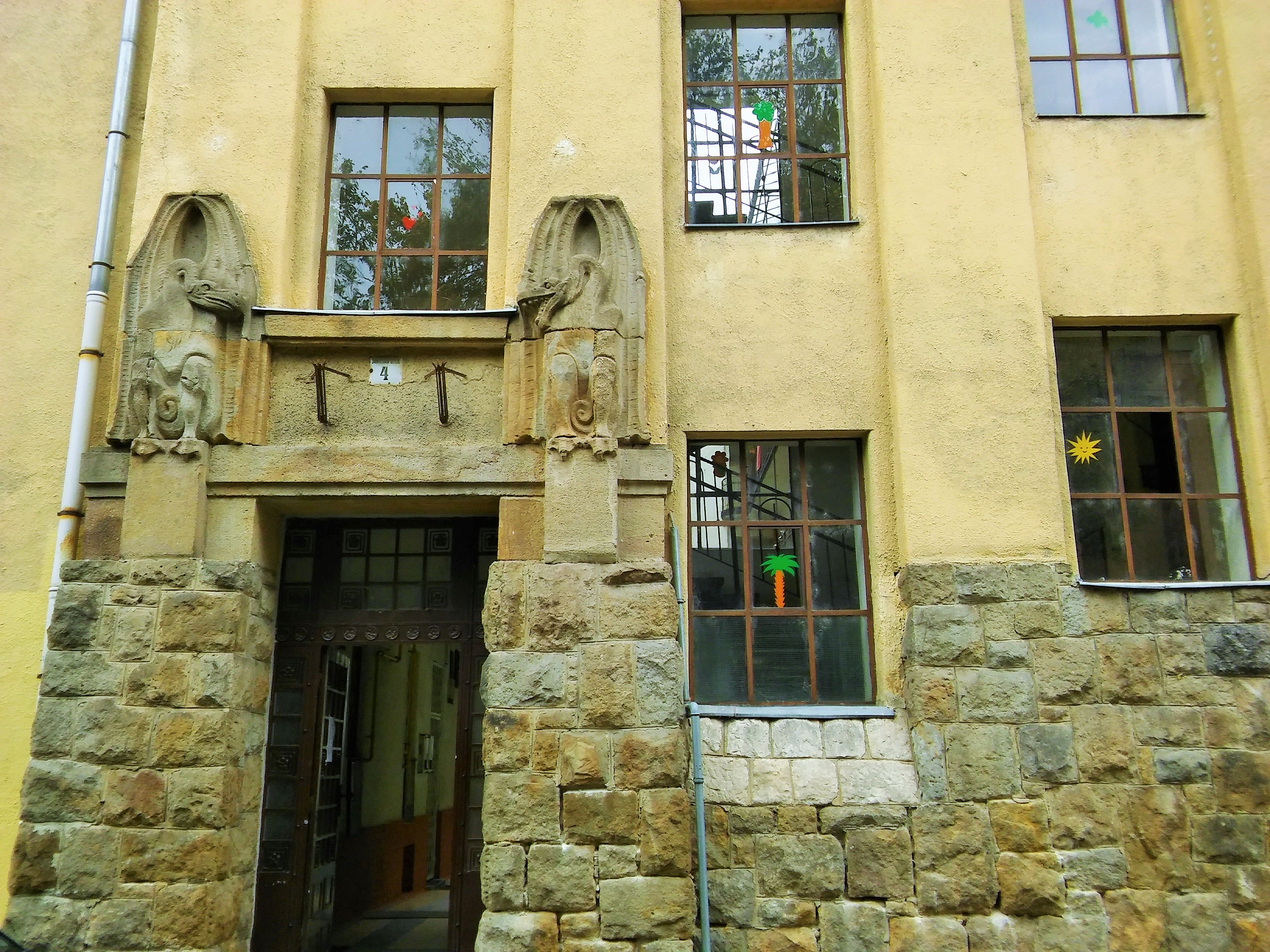
székesfővárosi kislakásos bérház
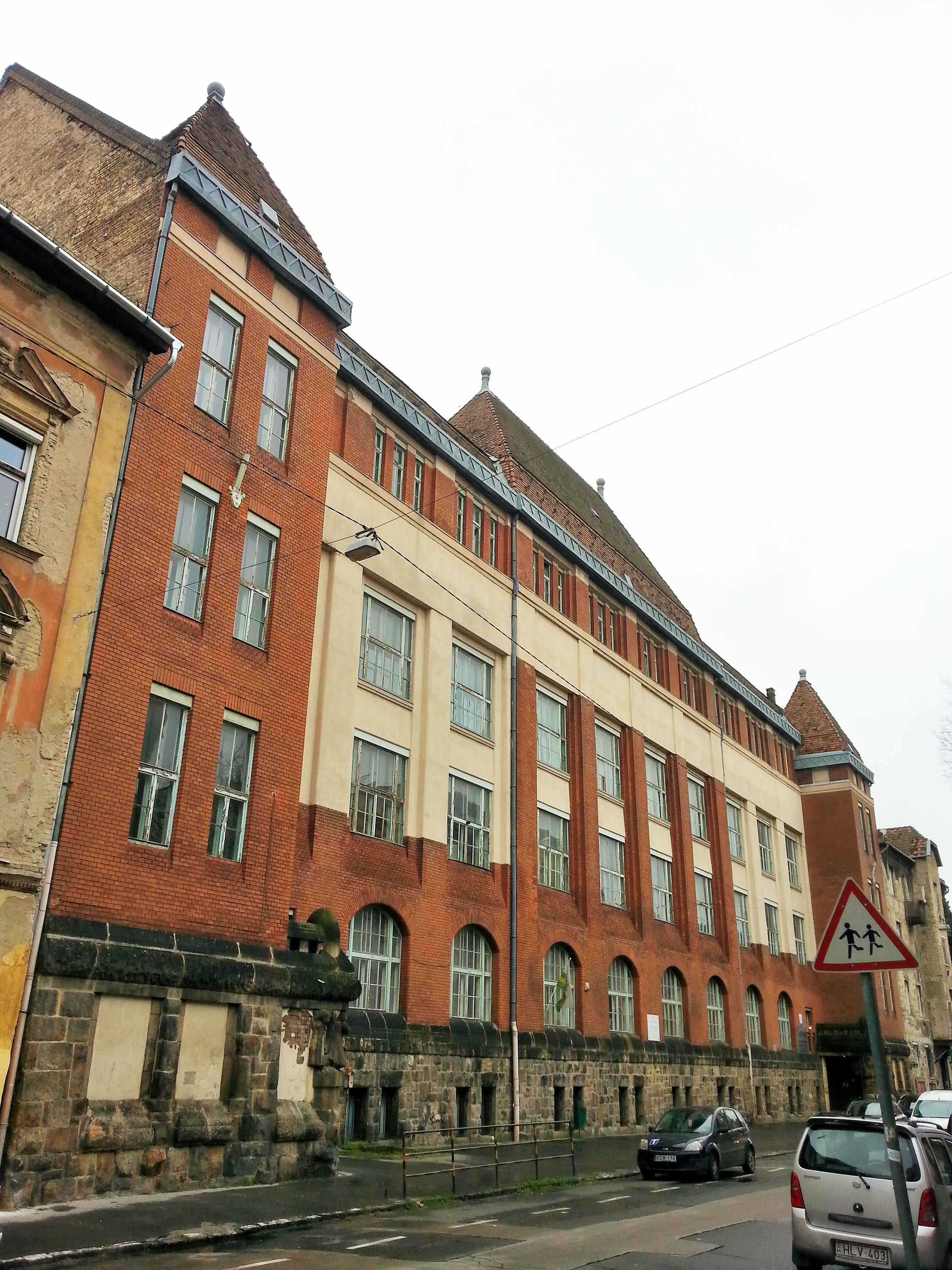
Dugonics utcai elemi iskola
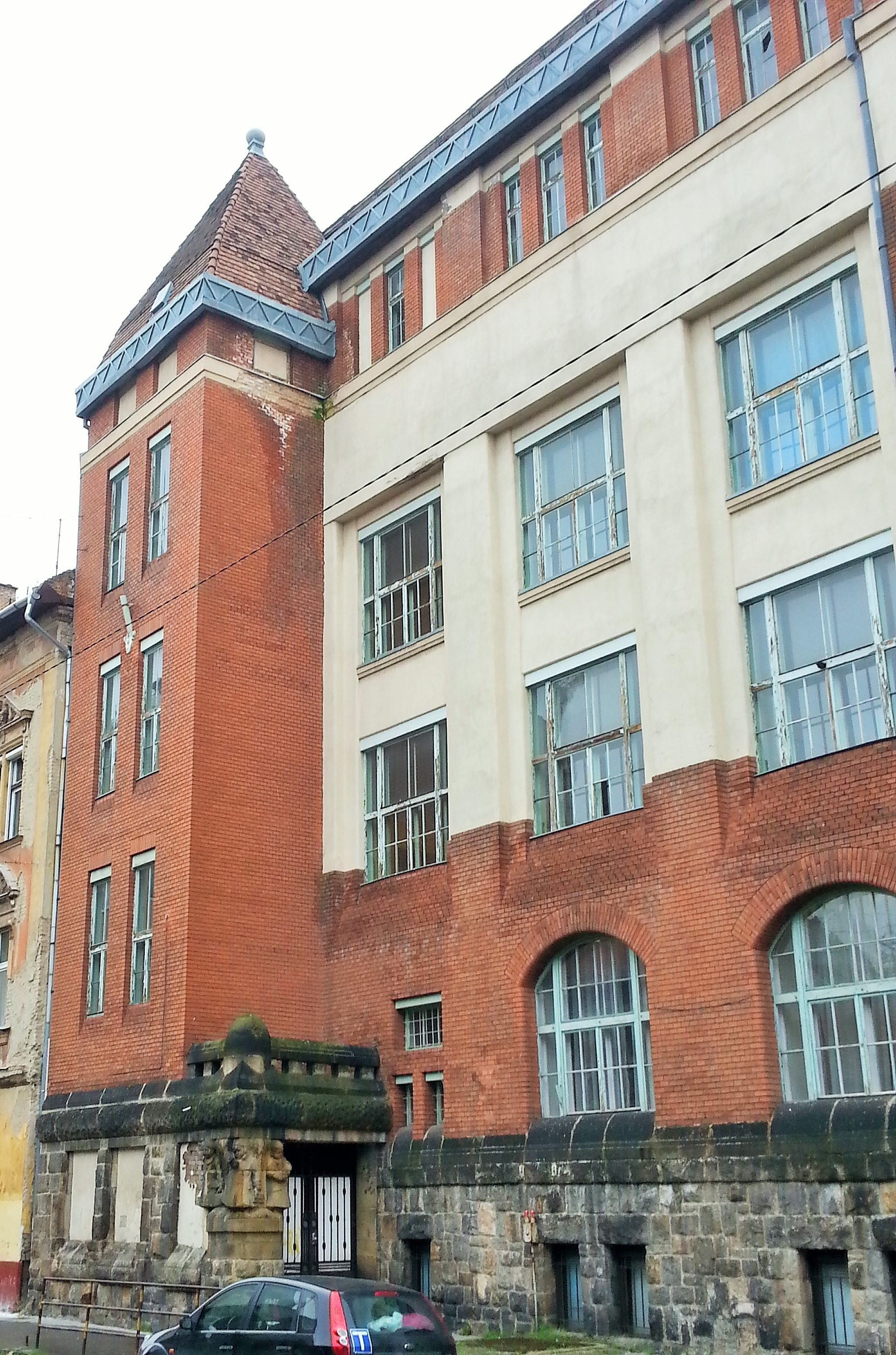
Dugonics utcai elemi iskola
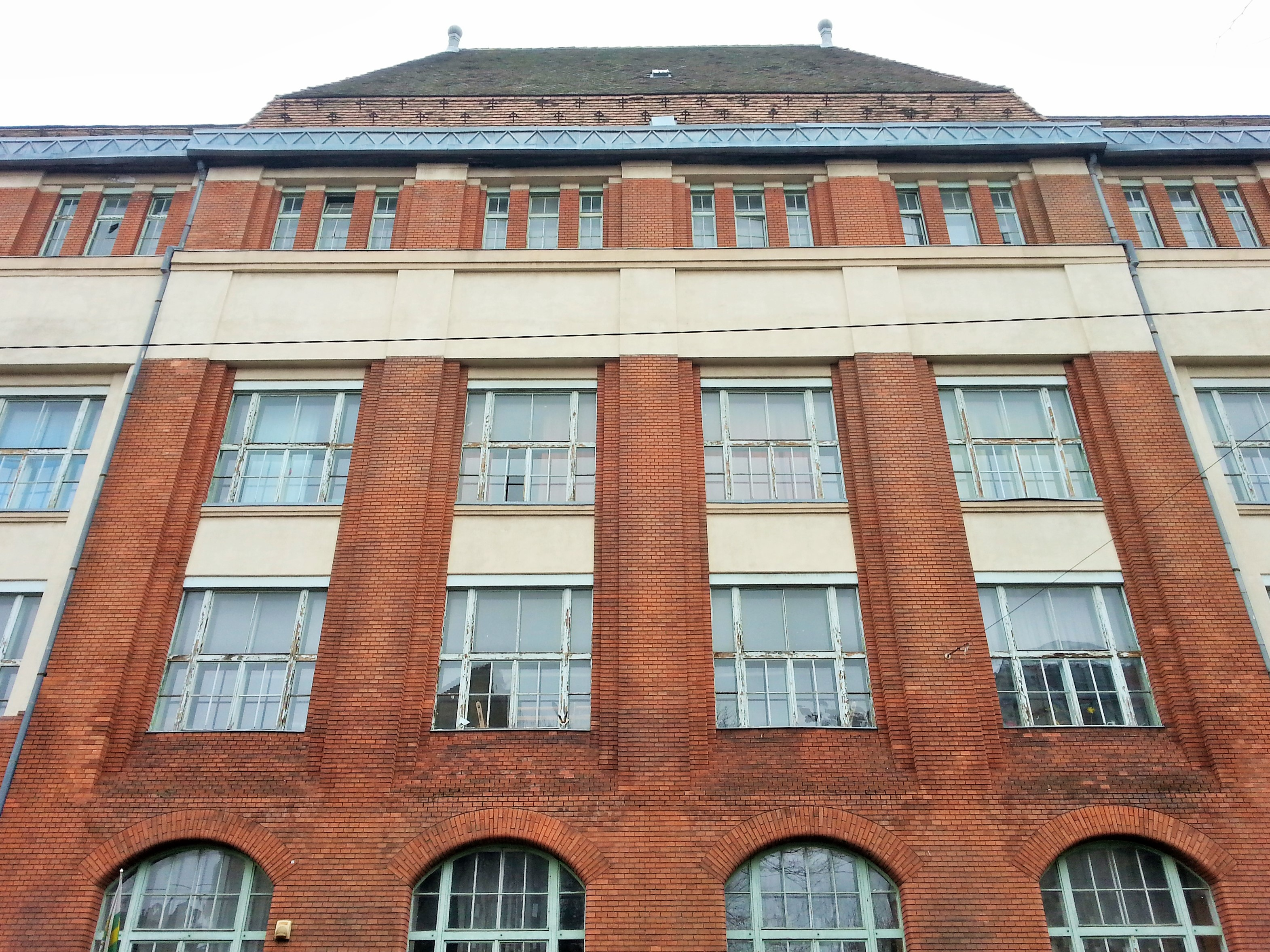
Dugonics utcai elemi iskola
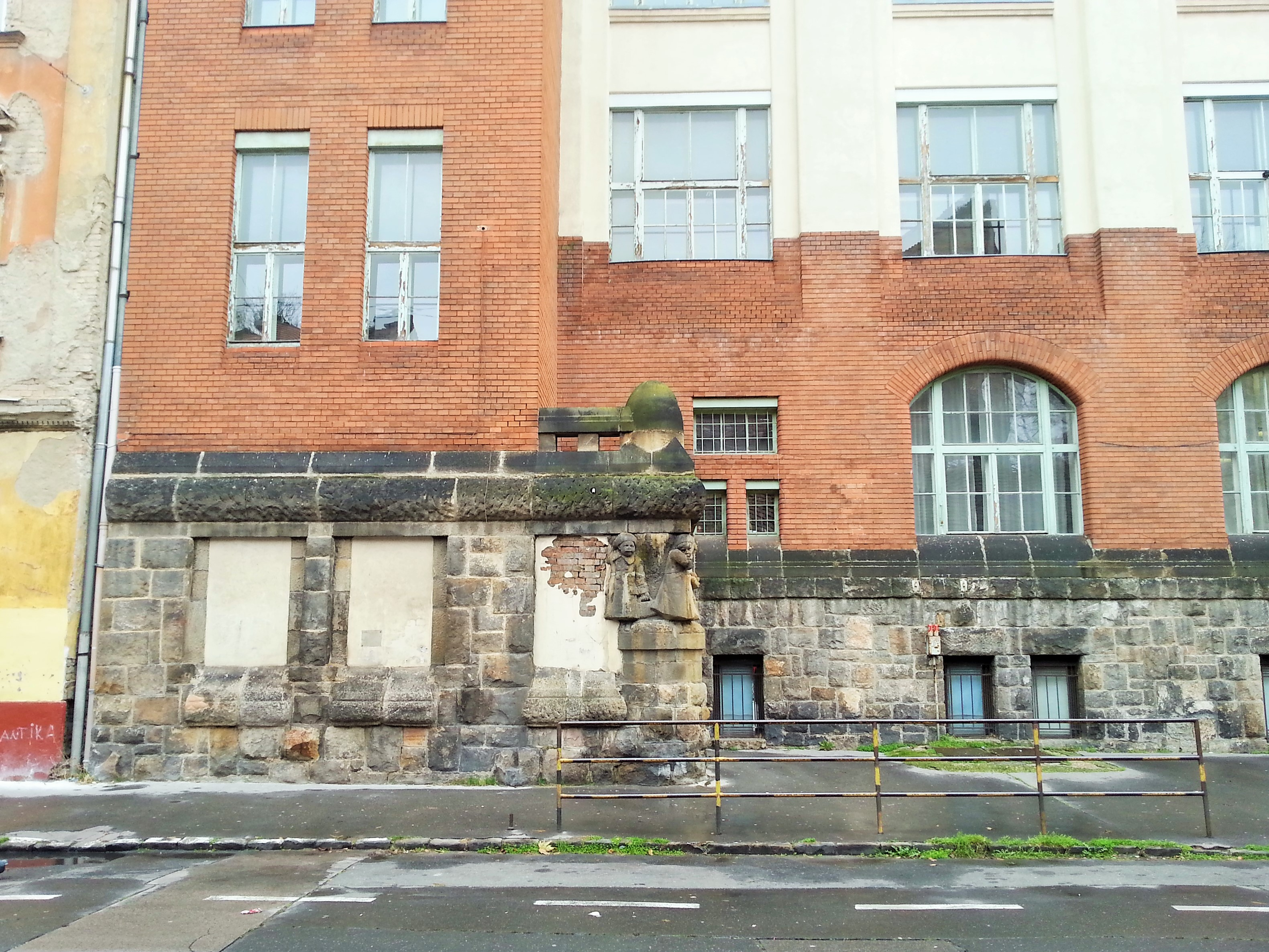
Dugonics utcai elemi iskola
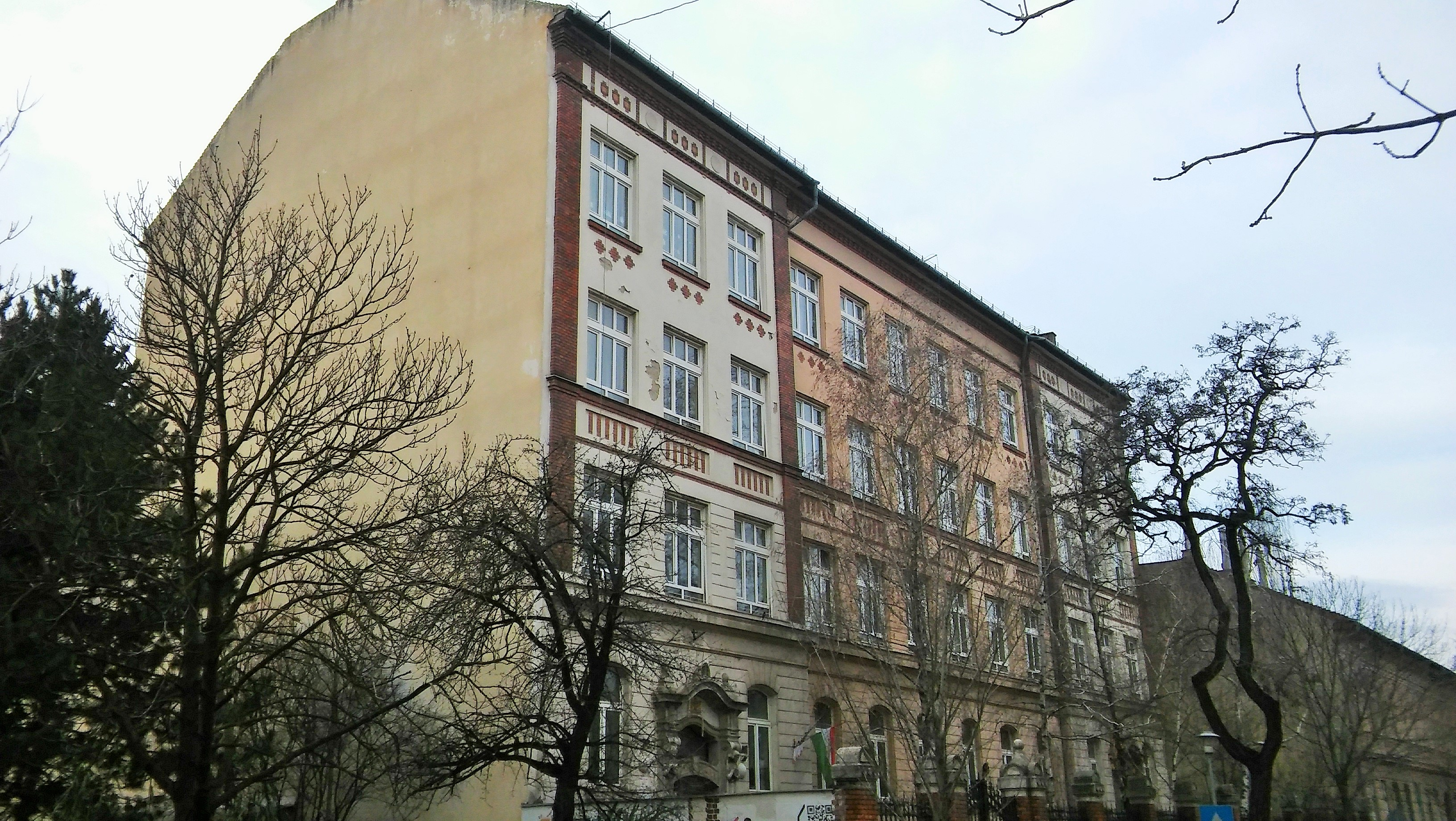
Halom utca leányiskola
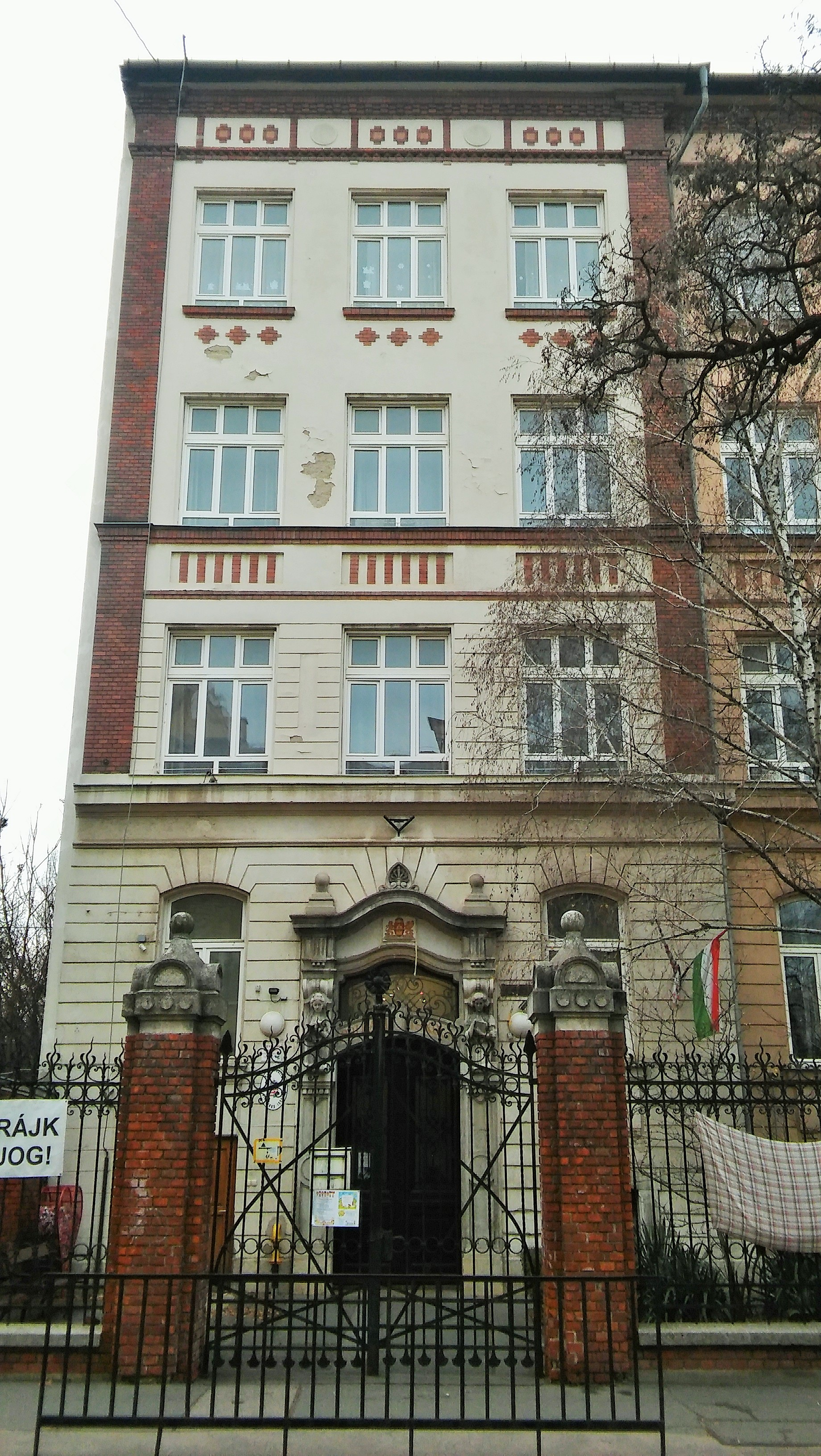
Halom utca leányiskola
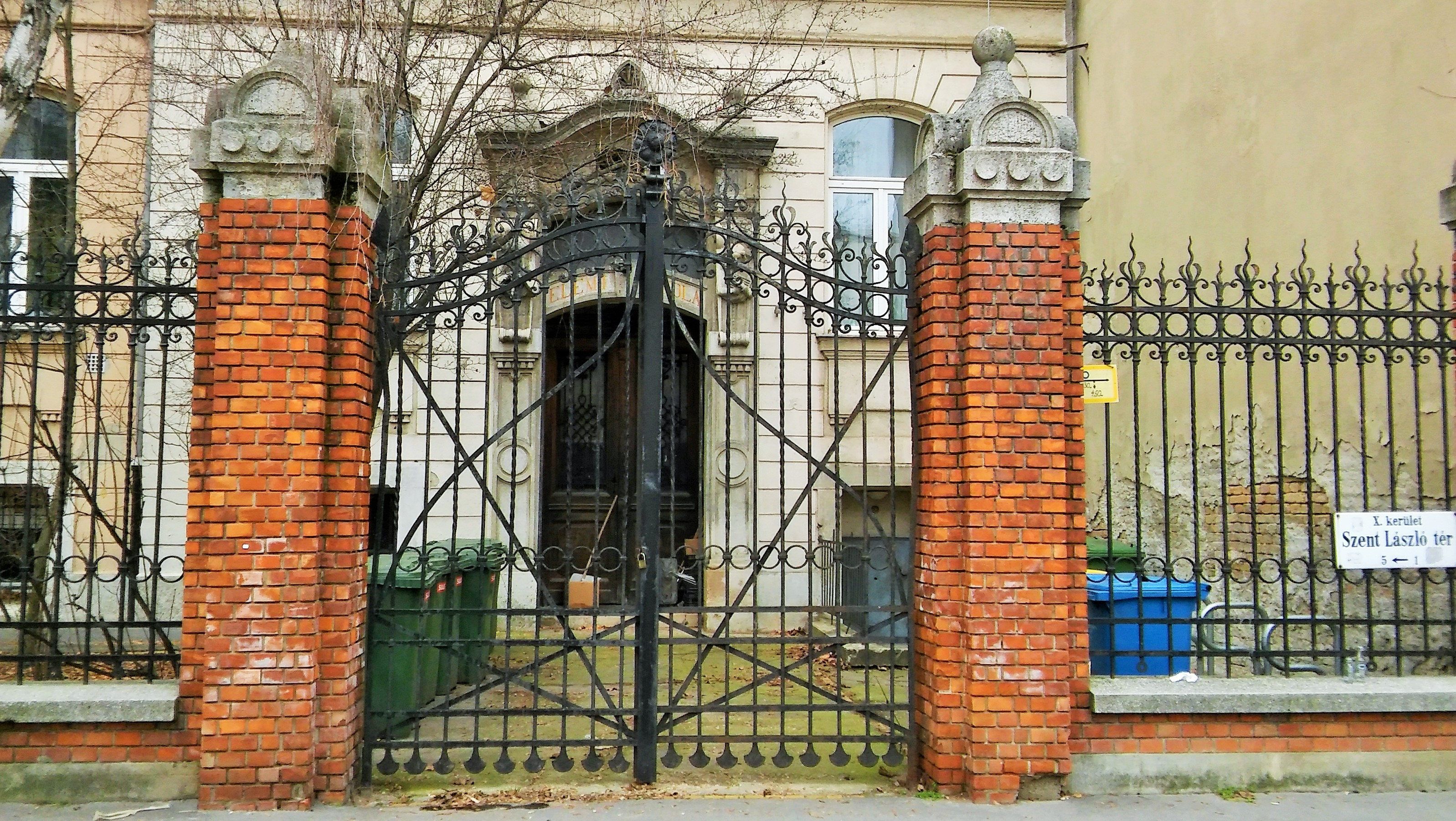
Halom utca leányiskola
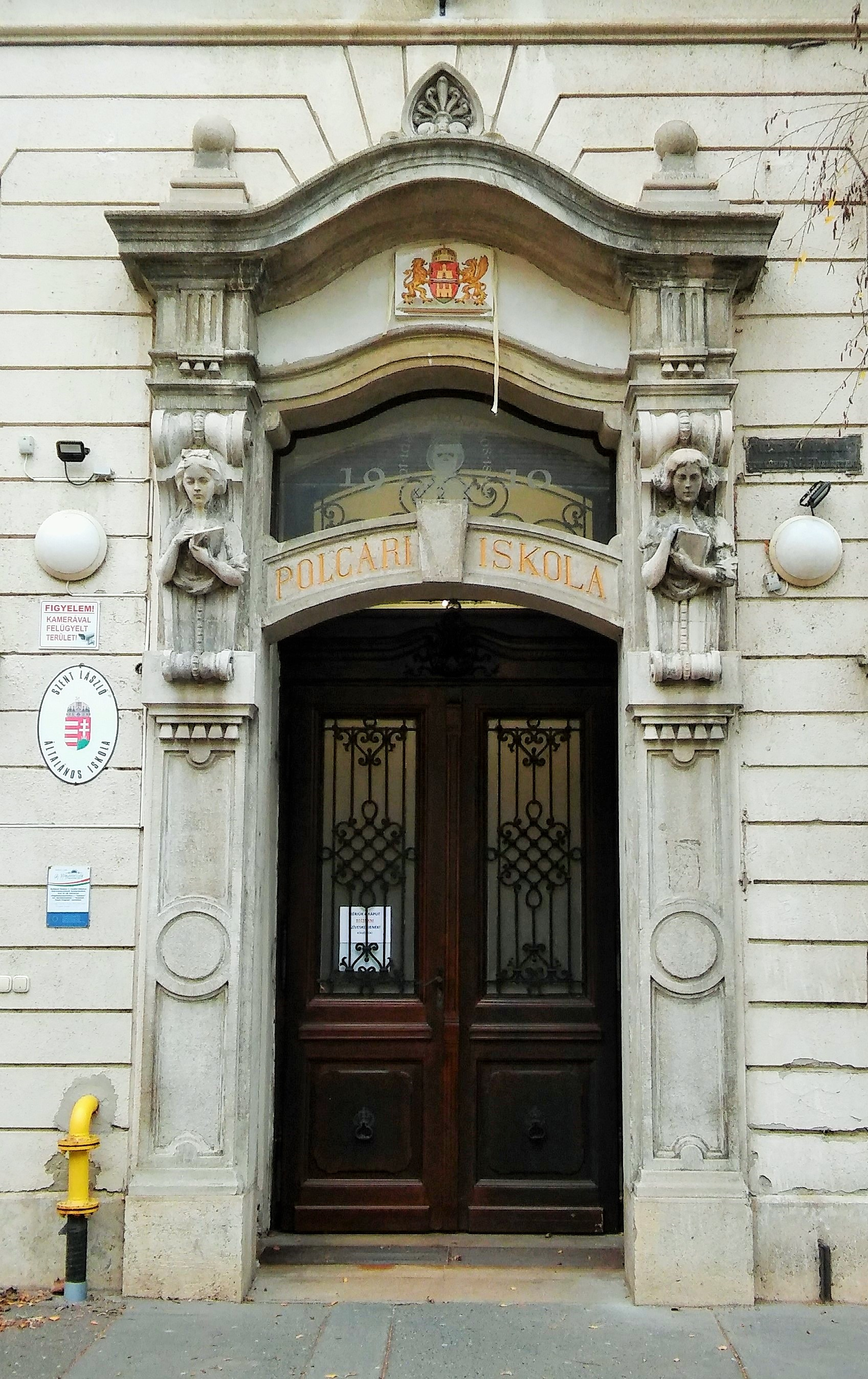
Halom utca leányiskola